# جامع مناوي لجم الصغير
جامع مناوي لجم الصغير، وهو من مساجد العراق القديمة الأثرية الواقعة في محافظة البصرة، ولقد بني في عام 800هـ/1397م، ويقع في قرية مناوي لجم التابعة لقضاء أبي الخصيب في شارع الخورة خلف متنزه الخورة، ولقد كان مبنى المسجد مبني من مادة اللبن والطين، وتم تجديدهُ وبناؤه بالجص والطابوق عدة مرات كان منها من قبل المتبرع خليل العقرب عام 1418هـ/ 1998م، وأعيد بناؤهُ وبتصميم معماري حديث وكان آخر صيانة وترميم للمسجد في عام 1420هـ/ 2001م على يد المحسنة (شرقية أحمد النعيمي). ويحتوي الحرم على مصلى يتسع لأكثر من 150 مصل، حيث يبلغ طول الحرم 7 أمتار وعرضه 15 متراً ويقوم على أربعة اساطين من الخشب ومدخله باب خشبي قديم وفيهِ محفل للقراء من مادة الخشب وعند المدخل تحيط به النوافذ الخشبية من طراز قديم ويتوسط الحرم محراب للصلاة وقبالة الحرم طارمة بعرض الحرم وبطول 3 أمتار يقوم على خمسة أعمدة كونكريتية مقوسة الشكل وقبالة الطارمة ساحة كبيرة بعرض 82 مترا وبطول 20 مترا وقد اقتطع منه مساحة 2000 م2 لبناء دارين فيه .
وتقام في الجامع حالياً صلاة الجمعة وصلاة العيدين والصلوات الخمس، ومن نشاطاتهِ إقامة دورات لتحفيظ القرآن الكريم لطلبة المدراس في العطلة الصيفية.